# Sierra Vista
Sierra Vista es una ciudad ubicada en el condado de Cochise en el estado estadounidense de Arizona. En el Censo de 2010 tenía una población de 43 888 habitantes y una densidad poblacional de 111,09 personas por km².

## Geografía
Sierra Vista está ubicada en las coordenadas 31°33′56″N 110°18′52″O / 31.56556, -110.31444. Según la Oficina del Censo de los Estados Unidos, Sierra Vista tiene una superficie total de 395,07 km², de los que 394,39 km² corresponden a tierra firme y (0,17%) 0,68 km² son agua.

## Demografía
Según el censo de 2010, había 43.888 personas residiendo en Sierra Vista. La densidad de población era de 111,09 hab./km². De los 43.888 habitantes, Sierra Vista estaba compuesto por el 74,5% blancos, el 9% eran afroamericanos, el 1,06% eran amerindios, el 4,06% eran asiáticos, el 0,61% eran isleños del Pacífico, el 5,04% eran de otras razas y el 5,73% pertenecían a dos o más razas. Del total de la población el 19,43% eran hispanos o latinos de cualquier raza.

## Transportes

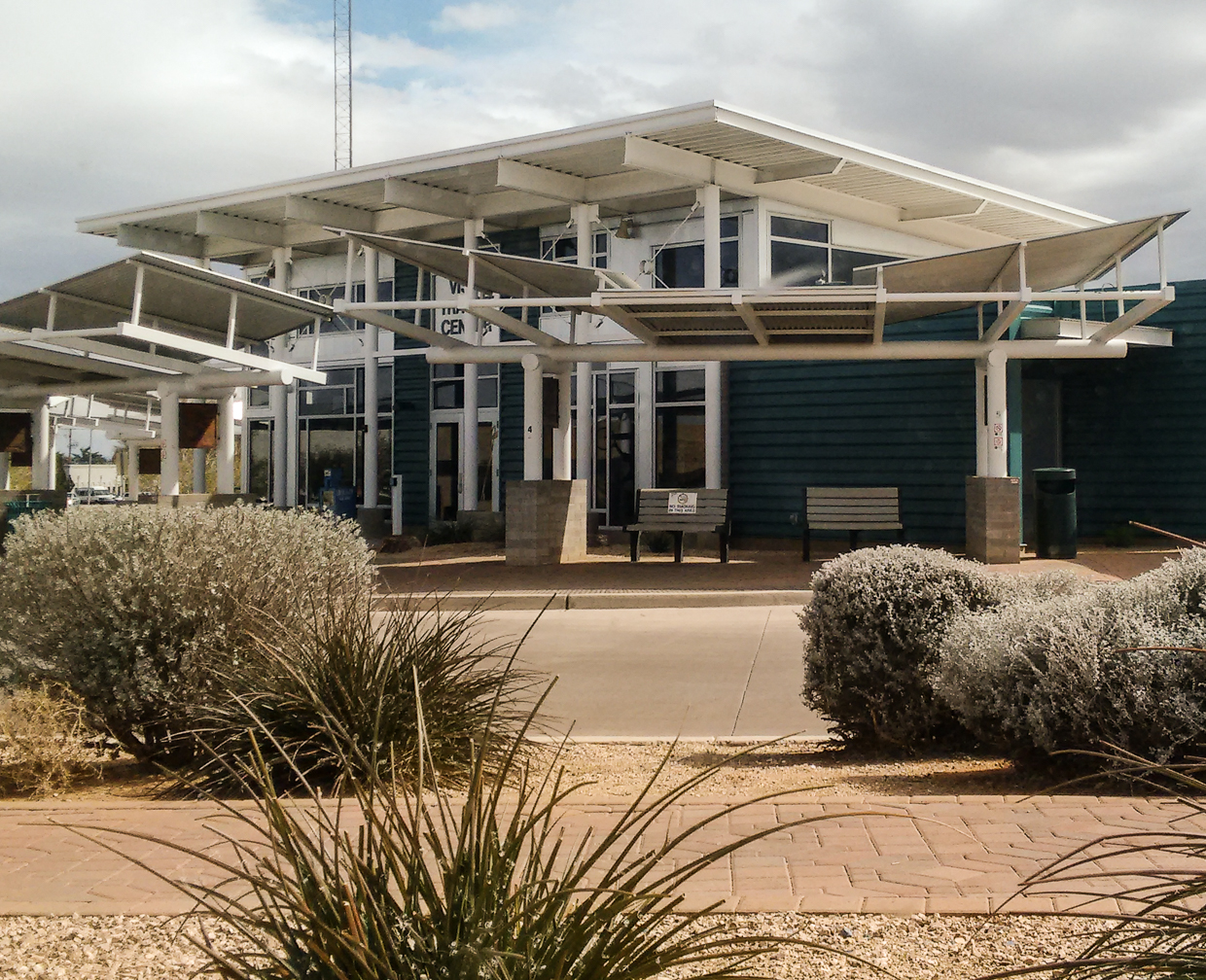
Edificio de Vista Transit

Sierra Vista cuenta con el apoyo de un sistema de transporte público masivo llamado Vista Transit, operado por la ciudad. Huachuca City Transit opera entre la ciudad de Huachuca y Sierra Vista. Cochise Connection corre entre Douglas, Bisbee y Sierra Vista. Greyhound Lines ofrece servicio desde Sierra Vista a Tucson y Phoenix.
La ciudad dispone de un aeropuerto de titularidad municipal: el aeropuerto Municipal de Sierra Vista. Que es operado conjuntamente por el Ejército de los EE. UU. como Libby Army Airfield. Actualmente no hay vuelos comerciales que lleguen o salgan de FHU.

## Parques

### Cañón Carr
Se puede acceder al Cañon Carr, ubicado 9 millas al sur del poblado, por la carretera estatal 92 que lleva el nombre de James Carr, por Carr Canyon Road y es un recorrido panorámico en el Bosque Nacional Coronado. El camino accidentado tiene siete millas de largo y solo dos de las siete millas están pavimentadas. Fue construido originalmente por James Carr en 1881 y requiere un vehículo de gran altura para atravesarlo. Las carreteras del Cañon Carr terminan en Reef Townsite a una altitud de 2256 m (7400 pies). Cerca de la entrada del Cañon Carr se encuentra la histórica Casa Carr, construida en 1932, que es un centro de información operado por el Servicio Forestal.

### Cementerio conmemorativo de los veteranos
Sierra Vista alberga uno de los cuatro cementerios en memoria de los veteranos de Arizona. Desde que fue desarrollado por el Departamento de Servicios para Veteranos de Arizona se han realizado más de 7.000 entierros. El artista y veterano de la Marina de los EE. UU. de la Segunda Guerra Mundial, Emmett Kelly Jr., está enterrado allí.

### Santuario de Nuestra Señora de las Sierras
Nuestra Señora de las Sierras es un santuario católico privado ubicado 14 millas al sur por la carretera estatal 92, que es visitado por múltiples turistas, construido por Patricia y su esposo Gerald Chouinard. El santuario consta de 14 estaciones, una capilla, una gran cruz, una casa de espiritualidad y una estatua de un ángel y otra de la Virgen María. 

## Galería de fotos

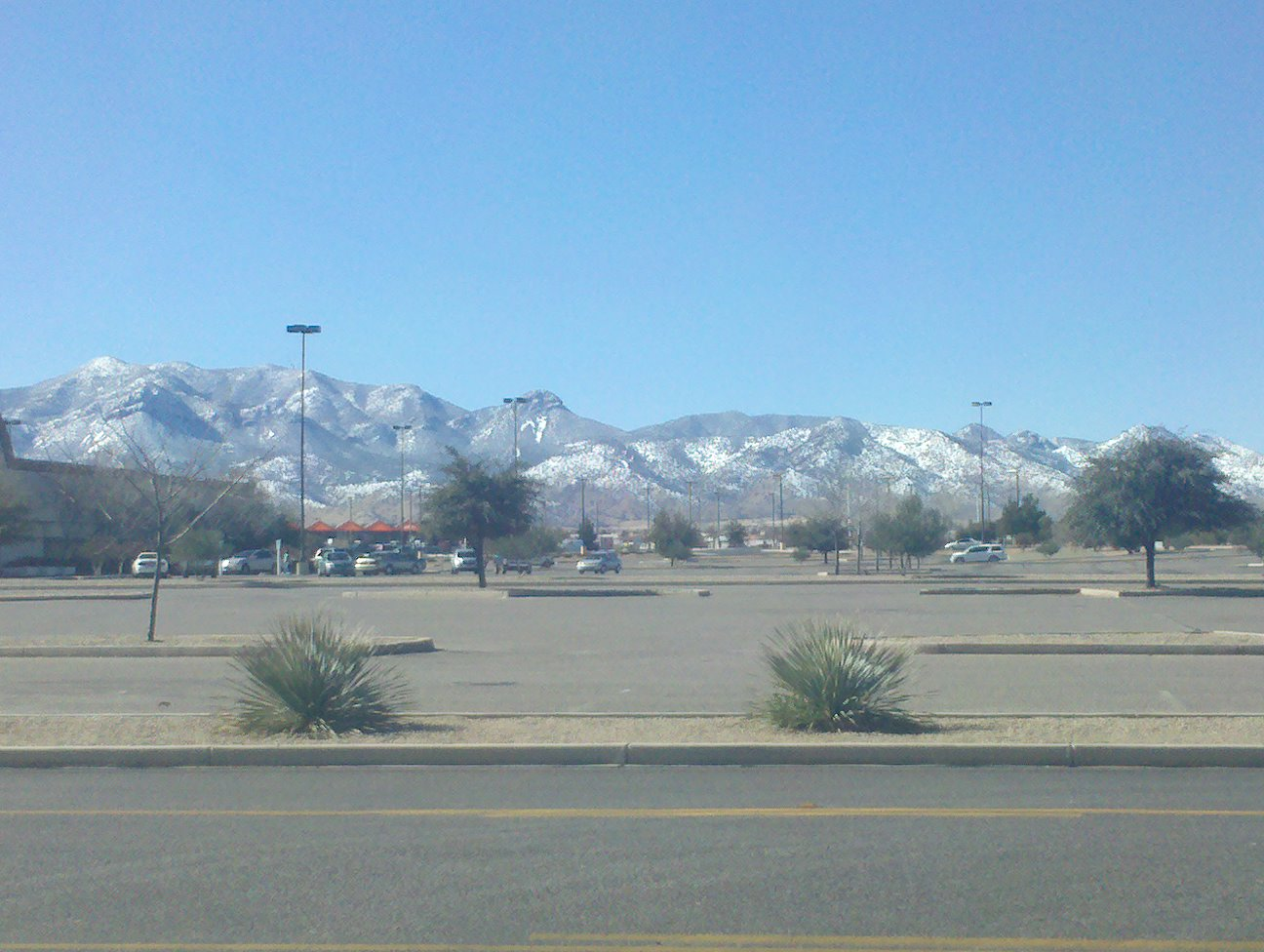
Huachuca Mountains
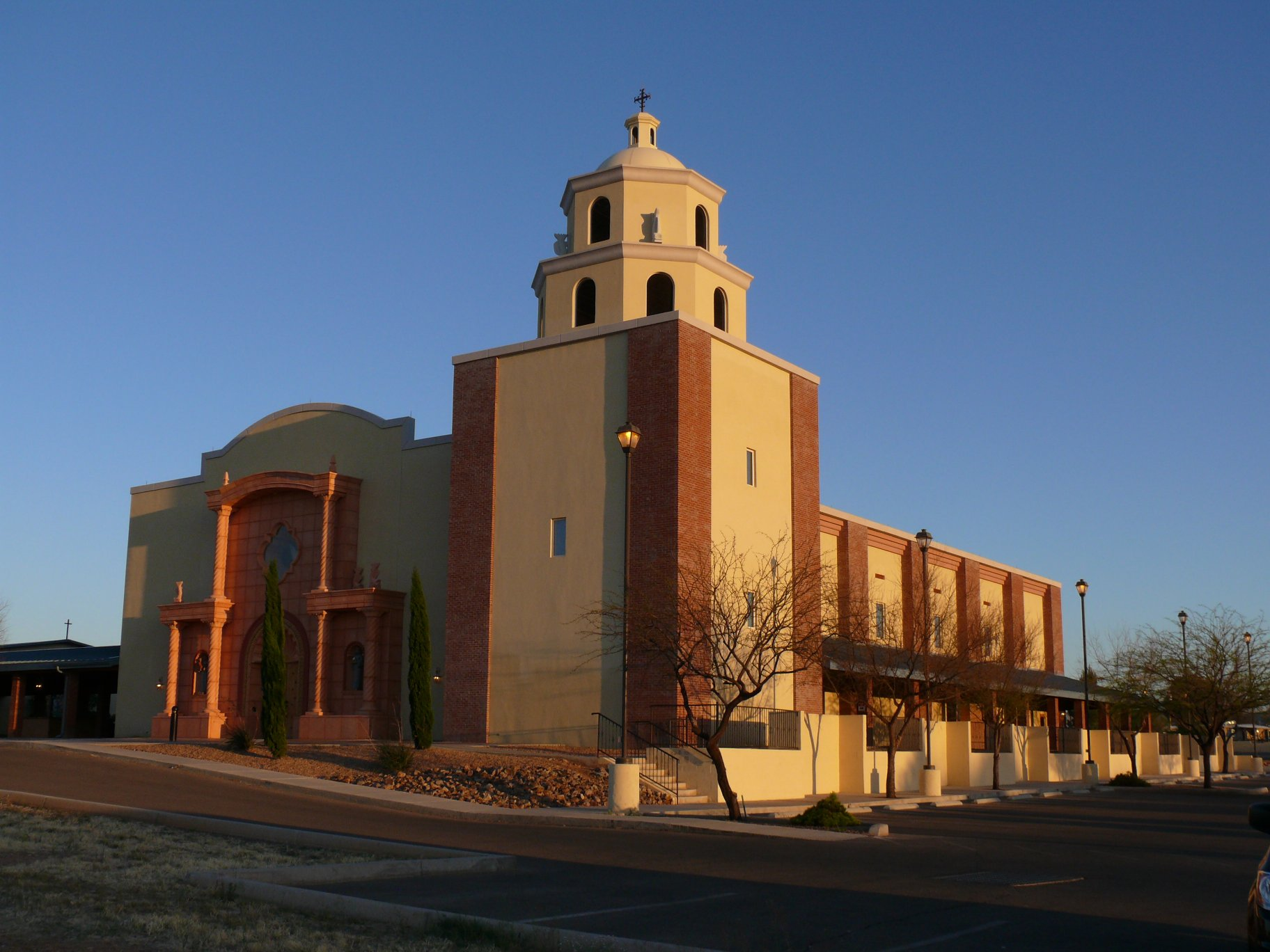
Iglesia San Andrés el Apóstol

## Ciudades hermanas
- Cananea, Sonora, México
- Radebeul, Sajonia, Alemania